# آلن ای دیل
آلن ای دیل (به انگلیسی: Alan A. Dale) یک زیردریایی بود که طول آن ۱۲۲٫۳ متر (۴۰۱ فوت ۳ اینچ) بود. این زیردریایی در سال ۱۹۳۸ ساخته شد.